# ブンセン
ブンセン株式会社 (英: BUNSEN CO.,LTD.) は、兵庫県たつの市新宮町に本社を置く、醤油を中心に海苔佃煮やもろみ・惣菜・煮豆・米飯・生菓子などを扱う食品メーカーである。

## 概要
創業者の大西伊八が、1934年（昭和9年）にうすくち醤油の主力産地として知られる龍野市で、株式会社鳳商店を設立する。創業当初は醤油及びもろみを製造していたが、のちに昆布や海苔の佃煮なども製造販売するようになり、当時販売していた醤油のブランドに寛永通宝の中でも重宝された「文銭」を使用していたことから、後に社名をブンセンと改称する。
印象を残すユニークな商品名が多く、「アラ！」「塩っぺ」「むちゃン」「花も」など短いフレーズながら強いインパクトを与えるものが多い。これは、二代目社長の大西大三から「一切、文句は言わんから」と指示を受け、当時入社4年目だった橋本譲（元専務）が、個人的に感銘を受けた萩原朔太郎の詩から採用したモノである。兵庫県南西部（播磨地方）に位置する企業であるため、全国的な知名度では劣るものの、近畿地方を中心に西日本では佃煮の「アラ！」シリーズが知られており、沖縄県先島諸島まで流通している。東日本でも、同社製品の取り扱い率はいま一つの状態が続いて来たが、近年はマルエツ等の流通で、同社の製品が販売されるようになっている。
工場は同県加古郡稲美町を始め、その他、福岡県と愛知県にも所在する。近年では、佃煮を始めとした惣菜の製造から、同業大手のフジッコと同様に、弁当類の製造もおこなっており、同社が本社を置く、たつの市内には同社が運営するブンセンキッチンが店を構えている。
コマーシャルについては、かつてはサンテレビをメインに積極的にテレビCMを放映していたが、近年は、関西ではMBSラジオとラジオ関西、関東ではTBSラジオなどでのラジオCMにおおむね特化している。テレビCMやラジオCMではピアノの伴奏に乗ったかたつむりの歌の替え歌（「アラ」のみ言う）が流れている。この他、読売新聞の一面では、2ベタ広告がよく掲載されている。他に産経新聞（大阪本社版）にも社会面に広告を掲載している。
社有車両全てに動物や植物などの名称をつけており、工場内で使用されるフォークリフトもその対象になっている。また社有車両の塗色は軽ワンボックスバンの一部を除き赤に統一されている。社有車を統一色にするのは1955年（昭和30年）からで、当時は消防車との混同を避けるため、一般企業の社用車に赤色は認められていなかったので、濃いピンク色が採用されていた。1977年（昭和52年）から、現在の赤一色になっている。

## 沿革
- 1934年（昭和9年）：大西伊八により「株式会社 鳳（）商店」として創業。最初の市販商品である醤油の商標に「ブンセン醤油」を採用する。
- 1947年（昭和22年）：昆布佃煮の製造を開始し、水産物加工業へ進出。
- 1961年（昭和36年）：社名を「ブンセンしょうゆ株式会社」へ改称。同時期からユニークな商標を次々と生み出し、注目を浴び始める。
- 1964年（昭和39年）：醤油容器に業界初のプラスチックボトルを採用。家庭訪問販売子会社「コンチア」設立。
- 1968年（昭和43年）：ギフト用食品部門に進出する。
- 1970年（昭和45年）：社名を現在の「ブンセン株式会社」へ改称。
- 1972年（昭和47年）：進物部門子会社「株式会社茶良さろん」設立。
- 1977年（昭和52年）：製菓業進出。翌年には惣菜加工業にも進出。菓子部門子会社「株式会社 ベラボー鳥」設立。
- 1978年（昭和53年）：惣菜部門子会社「ネネー食品株式会社」設立。
- 1979年（昭和54年）：米飯部門子会社「ニギー食品株式会社」設立。
- 1980年（昭和55年）：日配惣菜部門子会社「ネネー食品株式会社」を「ワンデー食品株式会社」へ改称。
- 1982年（昭和57年）：加古郡稲美町に米飯部門子会社「ニギー食品株式会社 稲美工場」を建設。
- 1983年（昭和58年）：菓子部門子会社「株式会社 枯山水」設立。
- 1984年（昭和59年）：菓子部門子会社「株式会社 ベラボー鳥」を「ベラボーのお菓子株式会社」へ改称。 日配食品部門子会社「ヌーボー食品株式会社」設立。
- 1986年（昭和61年）：業務用部門子会社「株式会社 御一同」を設立。
- 1990年（平成02年）：日配食品部門子会社「福岡ヌーボー食品株式会社」を設立。大阪府摂津市に日配食品部門子会社「ヌーボー食品株式会社摂津工場」を建設。
- 1992年（平成4年）：「福岡ヌーボー食品株式会社」宇美工場を福岡県糟屋郡須恵町へ移転、建設。
- 1997年（平成9年）：日配食品部門子会社「東海ヌーボー食品株式会社」を設立。愛知県尾西市(現:一宮市)に東海工場を建設。
- 2005年（平成17年）：兵庫県姫路市の山陽百貨店内に、グループ企業直営の惣菜専門店を出店する。
- 2024年（令和6年）：民事再生手続を申請した「株式会社野村佃煮」の民事再生スポンサーとなる。受け皿会社として「株式会社野村佃煮」（新社）を設立[2][3]　。

## 主力商品
- 醤油　「ベロ」「たれ」「トロ」「桜」「鳳」「おさしみ」など
- 「アラ！」（海苔つくだ煮）シリーズ　「しいアラ！」「しそアラ！」「プレミアムアラ！」「かつおアラ！」「松茸のり」「きのこのり」「黒毛和牛アラ！」「本まぐろアラ！」など
  - 「アレ！」[4]　2023年3月発売[5][6]。「アラ！」の包装を、阪神タイガースを想起させる黒と黄色の縞模様にしている。地元民放テレビ局・サンテレビジョンとのコラボレーション商品。阪神監督に復帰した岡田彰布が、優勝を「アレ」と表現していたことをヒントに実現[5][6]。当初は、成績次第で4月に終売するリスクも考慮していた[5]というが、阪神の好調ぶりと比例して売り上げを伸ばし、最終的にリーグ優勝・日本一を成しとげたことで12万個以上を販売した[6]。翌2024年も、3月から発売している[7]。
- 「塩っぺ」（塩ふき昆布）シリーズ　「塩っぺ」「減塩塩っぺ」「塩っぺしいたけ」など
- 昆布つくだ煮（旧名「やわン」）シリーズ　「しそ昆布（「ヤーダ」）」「しいたけ昆布（「ポチャ」）」「ごま昆布（「まっせ」）」
- 「花も」（播磨もろみ）シリーズ　「もろキュウ花も」「生もろみ」など
- 「むちゃン」（米麴あまざけ）シリーズ　「米麴あまざけむちゃン」「クリーミーあまざけむちゃン」など
- 「みざん」（山椒つくだ煮）シリーズ　「みざんペースト」「極みざん」など
- 「おかか」シリーズ　「ごぼうおかか」「たくあん風おかか」「らっきょうおかか」「こんぶおかか」
- しそみ
- 播磨佃煮(茶良さろん)　「竹之助」シリーズ、「岬めぐり」シリーズなど
- 昆布巻
- ロングライフそうざいシリーズ
- LLサラダシリーズ
- お惣菜
- お弁当
- 和菓子「やわるんおはぎ」等
- ワンデーズ（愛犬のおやつ）　「スイートポテトペースト」
- 山椒ファクトリー株式会社　「ぴりはりま」「花さんしょう」など

## かつて販売していた商品
- 「カレーアラ！」「バターコーンアラ！」「アラ！in大豆」
- 「釜めしの素」
- 「ヤッキ」煮豆シリーズ
- 「さんしょう昆布（「パ」）」「しば漬け風昆布」「ゆず根こんぶ」
- 「うま味メンマ」「うま味しいたけ」

## 事業所
- 本社工場（たつの市新宮町）
- 稲美工場（兵庫県加古郡稲美町）
- 福岡工場（福岡県糟屋郡須恵町）
- 東海工場（愛知県一宮市）

## 営業所
- 東京事務所（港区）
- 東海事務所（愛知県一宮市）
- 大阪事務所（茨木市）
- 岡山事務所（岡山市）
- 福岡事務所（福岡県糟屋郡須恵町）
- 長崎出張所（諫早市）
- 熊本出張所（熊本市）
- 沖縄事務所（那覇市）

## 子会社
- コンチア株式会社
- ブンセンキッチン株式会社
- 株式会社 茶良さろん
- 株式会社 御一同
- 山椒ファクトリー株式会社
- 株式会社野村佃煮